# 緋色の欠片
『緋色の欠片』（ひいろのかけら）は、アイディアファクトリー（オトメイト）より発売されている恋愛アドベンチャーゲーム。キャラクターデザインおよび原画はカズキヨネ。

## 歴史
- 2006年
  - 7月6日 - シリーズ第1弾『緋色の欠片』がPlayStation 2用ソフトとして発売。
- 2007年
  - 2月15日 - ファンディスク『緋色の欠片 〜あの空の下で〜』が発売。
  - 8月9日 - シリーズ第2弾『翡翠の雫 緋色の欠片2』が発売。
- 2008年
  - 5月22日 - ファンディスク内容、新規シナリオやミニゲームなどの要素が追加されたニンテンドーDS版『緋色の欠片 DS』が発売。
  - 8月7日 - シリーズ第3弾『蒼黒の楔 緋色の欠片3』が発売。シリーズ1作目の主人公や主要キャラクターに加え、新キャラクター2人が登場。カズキヨネがキャラクター原案、いけがキャラクターデザインと原画を担当した。
  - 12月18日 - DS版に新規要素が追加されたPlayStation Portable版『緋色の欠片 ポータブル』が発売。
  - ミュージカル『緋色の欠片 〜運命の守護者〜』が、2008年末から2009年初頭にかけて東京にて公演が行われた。
- 2009年10月1日 - 『ヒイロノカケラ 新玉依姫伝承』が発売された。キャラクターデザインおよび原画はいけが担当、声優は1からの続投となっている。また、シリーズ1作目のPS2版・PSP版・DS版の全ての要素を網羅した『緋色の欠片 愛蔵版』、『翡翠の雫 緋色の欠片2』をリファインした『真・翡翠の雫 緋色の欠片2』も同日発売。
- 2010年
  - 4月15日 - 『蒼黒の楔 緋色の欠片3 ポータブル』が発売。
  - 8月19日 - 『真・翡翠の雫 緋色の欠片2 ポータブル』が発売。
  - 9月30日 - 『ヒイロノカケラ 新玉依姫伝承 ポータブル』が発売。
- 2011年
  - 5月26日 - シリーズ1作目とファンディスク、新規シナリオなどの要素を収録したPlayStation 3版『緋色の欠片 愛蔵版 〜あかねいろの追憶〜』が発売。
  - 6月16日 - 『真・翡翠の雫 緋色の欠片2 DS』が発売。
  - 7月2日、3日に開催のイベント「オトメイトパーティー♪2011」にてアニメ化プロジェクトの始動が発表された。2012年4月よりテレビアニメとして放送予定。
  - 7月14日 - ファンディスクPSP版『ヒイロノカケラ 新玉依姫伝承 ―Piece of Future―』が発売。
  - 8月25日 - 『蒼黒の楔 緋色の欠片3 DS』が発売。
- 2012年
  - 4月から6月までシリーズ1作目『緋色の欠片』を軸にしたテレビアニメが放送された。
  - 5月31日 - ファンディスクPSP版『蒼黒の楔 緋色の欠片3 明日への扉』が発売。
  - 3月 - 『白華の檻 〜緋色の欠片4〜』の制作が発表された。
  - 9月20日 - シリーズ第4弾PSP『白華の檻 〜緋色の欠片4〜』が発売。
  - 10月から12月までテレビアニメ第2期『緋色の欠片 第二章』が放送された。
- 2013年9月5日 - 『白華の檻 〜緋色の欠片4〜 四季の詩』が発売。
- 2016年 - 緋色の欠片シリーズ第1作目が発売されてから10周年を迎える。
- 2017年7月27日 - シリーズ1作目・ファンディスク・過去の追加要素・PS3版のダウンロードコンテンツも全て収録し、グラフィックの高解像度化や演出調整などによりリメイクされた『緋色の欠片 〜おもいいろの記憶〜』がPlayStation Vita用ソフトとして発売。
- 2024年8月1日 - 『緋色の欠片 〜おもいいろの記憶〜』のNintendo Switch版『緋色の欠片 玉依姫奇譚 〜おもいいろの記憶〜 for Nintendo Switch』が発売。当初は同年6月20日発売予定だったが延期された[2]。

## 緋色の欠片
緋色の欠片シリーズの第1作品目（原点）となる作品。舞台は鬼斬丸を管理する季封村。FDとして「緋色の欠片〜あの空の下で〜」があるが、DS版移植以降は本編とFDが統一されている。

### 物語
主人公の春日珠紀は、両親の海外転勤を機に、祖母が住む母の実家に引っ越してきた。だが、着いた村で珠紀は突如カミサマと呼ばれる奇妙な生き物達に襲われる。珠紀を救ったのは、不思議な能力を操る鬼崎拓磨という少年だった。祖母は彼女を村に呼んだ理由を打ち明ける。それは、先祖代々続く「玉依姫」の使命として「鬼斬丸」という刀の封印をすることだった。村に鬼斬丸の力を狙う謎の集団「ロゴス」が集まってくる中、玉依姫を守るべく「守護者」と呼ばれる少年達が現れる。戸惑いつつも彼らに支えられ、珠紀は玉依姫としての使命に目覚めていく。

### 登場人物

#### メインキャラクター
古より、季封村において鬼斬丸を封印・管理し、守り続けることを宿命とする玉依姫とそれを支える守護者たち。
春日 珠紀（かすが たまき）
声 - 鹿野優以（翡翠の雫） / 三宅麻理恵（TVアニメ）
年齢=17歳、身長=160cm、血液型=O型、誕生日=6月28日。
本作の主人公（名前変更可能）。紅陵学院高校二年生。両親の海外転勤により祖母の住む季封村にやって来るまでは、東京に住む普通の女子高生（女子高出身）として過ごしていたが、先代の玉依姫である祖母の宇賀谷静紀に突然役目を継ぐよう告げられる。困惑しながらも守護者達に助けられ、徐々に玉依姫としての意識を培っていく。
性格は明るく快活で、自分よりも常に他人を優先する優しさを持つ。向こう見ずなところもあるが粘り強く、最後まで諦めない芯の強さを持ち、突然訪れた様々な困難にも仲間とともに立ち向かっていく。
幼い頃から玉依姫としての能力の片鱗は垣間見られており、祖母の宇賀谷静紀も次の玉依姫にするつもりだった。しかし、正式な継承の儀式（本来、七歳の七五三の儀式にて玉依姫の能力が覚醒するとされる）が行われる際に母親の意向で姿を隠されてしまい、儀式を受けず、結果として能力が完全に覚醒しなかった。その後、季封村の外の世界で鬼斬丸や玉依のことについて一切知らされずに育つ。季封村に戻ってきてからは本来の玉依姫の力が徐々に目覚めはじめ、成長していく様子がみられる。
基本的には前向きであるが、内心では自分の置かれた状況や仲間たちとの関係について悩んだり、なによりも鬼斬丸を守るという使命に囚われ、戦い傷つけあうことに疑問を感じているため、後ろ向きになることもある。表面上は気丈に振舞っており、ときに守護者と喧嘩をすることもあるが、本心では心配していたり、頼りにしていたりと守護者たちとの信頼関係は出会ってから少しずつ強くなっている。作中、影のツンデレである。
趣味は神社仏閣巡り。リラックス方法として春日家一子相伝の踊りがある（拓磨曰くロボットダンス）。料理は出来るが、しようとするたび言蔵美鶴に阻止される。ゲーム版では寝相が悪い設定になっている。
一番初めに鬼斬丸（最初のカミの化身で世界を滅ぼす力そのもの―剣（刀）の形をしている）を管理していた初代玉依姫（玉依姫命）の生まれ変わり。最初の玉依姫はカミであり、力の封印は堅固になされていたが、常世神との一件で力は解放され、その際再び力を封印するために玉依姫は自らの命を捧げた。
後の千年前に凶暴な力を持つ鬼が現れた際、再び力を解放し、三つのカミとともに鬼と闘い、その邪悪な力と憎悪を封じ込めた玉依姫（緋色の欠片4 白華の檻より詞紀）の生まれ変わりでもある（このときに鬼斬丸の名がついた）。このときの封印は二つのカミの魂によってなされたために脆く、鬼斬丸の封印はこの頃から弱まり続けてきた。
玉依姫としての覚醒条件は明確には不明である。また、守護者の覚醒条件は玉依姫の覚醒条件とは異なる。しかし、それぞれの存在と力が相互に影響を与えるものであることはわかっており、一定の条件を満たすことが必要となる。鬼斬丸の封印方法もいくつかあるが、これについても一定の条件の下に行う必要がある。
鬼崎 拓磨（おにざき たくま）
声 - 杉田智和、幼少時 - 川庄美雪（ドラマCD）
年齢=17歳、身長=178cm、血液型=O型、誕生日=5月11日。
守護五家の一人。主人公のクラスメイトで、最初に出会った守護者。玉依姫最初の守護者である鬼の子孫で、鬼を宿しているため守護者の中で最も強い力を操る。赤髪が特徴。肉体派戦闘タイプで基本的に強力な力を込めた拳で相手を殴って攻撃する。ぶっきらぼうな所もあるが面度見が良く優しい性格。不器用で口下手だが頼りになる存在で、お守り役になることが多い。
一見冷めて見えるが実は意外と熱い心の持ち主でいざというときはためらいがない。主人公と同じクラスであるために主人公の転入時には多家良清乃にからかわれたり他のクラスメイトから噂されることもあった。守護者の家系ということもあり、主人公が転入するまではクラスでも浮いた存在だった。趣味はクロスワードパズルだが、解き終わった姿を見た者はいない。幼少の頃は大蛇卓によくクロスワードパズルの質問に来ていたらしい。守護者たちは幼馴染であり、昔からお互いのことをよく知っている。犬戒慎司がいなくなってからは拓磨が守護者の中では一番年下で、よく鴉取真弘や狐邑祐一と一緒に遊んでいた。言蔵美鶴は妹のような存在。狗谷遼とは犬猿の仲で息が合うのに馬が合わない。彼のことを「灰色頭」と呼ぶ。よく二人で喧嘩しては主人公に怒られている。好物はタイヤキ。恋愛にはあまり興味がなくシャイで純情。わがままな女の子がタイプ（遼曰くMでヘタレ）。アニメ版にて好きなものはあとで食べる派。
成長して力がさらに強くなると自分が化け物となってしまうことへの恐怖から、本来の力を制御し、拒むようになる。幼い頃には、自分が化け物となって周りの人びとを殺し、大切なものを破壊し、世界を滅ぼすという夢を見て悩んでいた。
玉依姫の最初の守護者となった常世神の生まれ変わり。自分を住む地から追い出し、多くの大切なものを奪った渡来のカミたちへ復讐する目的で玉依姫に近づいたが、玉依姫の思いを知り我に返る。しかし、一度解放された力を制御できず、自らの憎悪と力が結びついてしまったために暴走。その後、解放された力を封じ自分を救うために命を捧げた玉依姫に永遠の忠誠を誓う。二人は互いのことを想い合っていた。
千年前にも鬼が暴れて、世界を滅ぼしかけているが、拓磨の先祖とは関係がない。
鴉取 真弘（あとり まひろ）
声 - 岡野浩介、幼少時 - 東條加那子（ドラマCD）
年齢=18歳、身長=157cm、血液型=B型、誕生日=8月17日。
守護五家の一人。主人公の先輩。ヤタガラスの子孫。風を操る力を持つ。戦闘では群を抜いた速さで攻撃できる。初対面の主人公に小学生と間違われるほど身長が低く、本人も気にしているため、仲間の間では禁句となっている。体格に反比例して態度は尊大で兄貴分的な存在。子供っぽい言動が多い反面、時折大人びた表情も見せる。本編以外で、言動の幼さは自分の本当の気持ちを隠すためであることを明かした。好きなものはヤキソバパンと（胸の大きな）美女。どんなことがあっても女性には手をあげない主義ゆえ、矛先は主に弟分の拓磨に向けられる。しかし後輩思いなところもあり、まわりのことを見ていないようで実は意外とよく見ている。熱血に見られがちだが結構冷静なときもある。守護者たちはみな幼馴染であるが、特に祐一とは無二の親友。主人公とは軽口を言い合っていることが多い。またバイクマニアでもあり、バイクで大陸横断するという夢を持っている。封印が終わったら両親からバイクを買ってもらえる予定になっており、本人はアメリカに行くと言っている。原則として守護者は玉依の歴史を最低限のこと以外知ることは出来ない約束だが、代々鴉取家の守護者は、古の契りから文献の閲覧・歴史を知ることを義務付けられている。自分の身長を180マヒロンと称している（ドラマCD）。
千年前、玉依姫とともに世界を滅ぼす鬼と闘った三つのカミのひとり、ヤタガラス空疎尊（クウソノミコト）の子孫。生まれ変わりではない。鬼と闘った際、自分だけが生き延びたため、空疎尊は自分を責め、罪を償うために千年後に自分の命で今は脆い封印を完成する契約をした。玉依姫は自分の封印の力を分け与え、ヤタガラスはその力を種とし、千年かけて増幅させることとした。千年目の守護者である真弘は封印のために十分な力を備えており、覚醒によって自らの命単独での封印が可能である。また、真弘自身は生まれ変わりではないが、内部にクウソノミコトの意思を潜在させている描写がある。
幼い頃に先代玉依姫の宇賀谷静紀に蔵に連れてこられ、自分の宿命を知る。代々鴉取家の守護者は千年前の玉依姫との契約から、玉依姫が覚醒できず鬼斬丸の封印を遂行できない場合には代わりに生贄となってその命を封印に捧げることになっていた。このときに村人の生贄や言蔵家、守護者、玉依の宿命など自らの置かれた状況についても知ることとなる。その後、自分の死を恐れて村から逃げようとするものの村人総出で追いかけて捕まえられ、静紀から「おまえが逃げればおまえの大切な者はみな死ぬ」と告げられる。その後は自分の宿命を受け入れ、生きることを諦め、自分たちを道具と捉えるようになる。蔵の開け方を知っており、蔵にある書物の内容は大体把握している。
祐一曰く、真弘は「自分のことで他の人に迷惑をかけたくない」ため、自分の抱えるものを自分から話すようなことはめったにない。
小説版では原作と設定が異なっており、真弘は空疎尊自身の転生であり、罪を償うために何度も生まれ変わって封印のために命を捧げてきたということになっている。
狐邑 祐一（こむら ゆういち）
声 - 浪川大輔、幼少時 - 吉川未来（ドラマCD）
年齢=18歳、身長=175cm、血液型=O型、誕生日=5月19日。
守護五家の一人。主人公の先輩。妖狐の子孫。幻術と炎を操る力を持つ。また幻術で姿を隠すことも可能で応用力に長けた戦術を得意とする。白髪金眼の浮世離れした美形で女子生徒から人気だが、元より人と接することが苦手なため、無意識に人を遠ざけている節がある。クールに見られがちだが単にぼーっとしているだけのことが多い。しかし、物事を冷静に判断したり、いざというときには守護者をまとめたりと安定した立ち位置で、周りのこともよく見ている。時に天然でボケたり鋭いツッコミをする。恋愛に対してはかなりの天然無自覚で、平気で歯の浮くような台詞を言う。特技はいつでもどこでもすぐに眠れること。好物は稲荷寿司。次に月見うどんやオムライス（月に似ているから）。狐に関する料理全般が好き。逆に肉は好んで食さないため、鍋ではネギと白菜ばかりを食べている。真弘とは幼馴染で無二の親友。自分のことをよくケモノだと卑下し、コンプレックスに思っている。表情には表れにくいが、心優しい性格で主人公が傷付かないように常に守護者と玉依姫の身分の違いに線を引いている。玉依の歴史、季封村のことについての調査など、主人公にも協力的であり、何かと気にかけている。屋上などでみんなでいるときには一歩離れたところから静観している。学校での成績は優秀で放課後は図書室にいることが多い。オサキ狐には同族の好かよく懐かれている。
小学生の頃に事故に遭いそうだった同級生を庇い助けたが、祐一の異常な治癒の速さに怯えた同級生達が彼から逃げていってしまい、その件が原因で守護者以外の人間と距離を置くようになる。
自分をケモノだと卑下し、人間を恐れるようになってからは、自分たちは封印を守るために存在すると考えるようになり、守護者としての立場にこだわるようになる。そのために、人間である珠紀とも距離を置き、玉依姫と守護者という関係に固執している。使命がなくなれば自分たち守護者は用済みとして迫害されると考えているため、玉依姫と封印を守る役目を果たすことに常に従順である。
「緋色の欠片3 蒼黒の楔」の祐一ルートでは幼い頃に会った、狐の姿になっても自分を恐れなかった主人公のことが心の支えになっていたと主人公に打ち明けた。
千年前、玉依姫とともに世界を滅ぼす鬼と闘った三つのカミのひとり、妖狐幻灯火（ゲントウカ）の子孫（ただし、幻灯火の死後、数世代後の転生体が始祖)。もとはカミではなく強い力をもった妖であり、人間から迫害されていたが、玉依姫に命を救われ、以後忠誠を誓う。その後、玉依姫とともに鬼と戦い命を落とす。このとき、玉依姫と幻灯火は恋仲だった。
大蛇 卓（おおみ すぐる）
声 - 平川大輔
年齢=25歳、身長=185cm、血液型=A型、誕生日=9月8日。

守護五家の一人で、紅陵学院の卒業生（元生徒会長）。先代玉依姫である「ババ様」（宇賀谷静紀）の右腕として信頼も篤い守護者筆頭。大蛇の子孫。水と大地を操る力を持ち術式も得意。結界を用いて空間を封鎖することもできる。長髪で和服と眼鏡が似合う。名の通った書道家で、かなりの知者で策士。落ち着いた雰囲気だが、人をからかうような茶目っ気も持っている。基本的に年下の守護者たちのまとめ役で幼い頃から面倒をみていた（問題児ばかりで苦労していた）。そのため、他の守護者たちからやや恐れられている。突然玉依姫という使命を背負うこととなった主人公を気遣い、自分たちの役目や宝具のことや封印のことについても教え、支える。現在は一人暮らし。母を幼少時に神隠しで亡くしている。趣味はお茶で主人公達の学校の茶道部に出入りしている。また日本茶だけではなく紅茶にも詳しい。株主でもあり、主な収入源は株。ちなみに季封村は携帯電話はつながらないもののPC（インターネット）はつながる。好物はお茶と豆腐。
母親の死について、幼い頃には交通事故であると聞かされていたが、成長するとそのことに疑問を持ちはじめ、自力で調べるうちに神隠しのことについて勘づき、鬼斬丸を守る守護者の務めに疑問を感じ始める。後に母親が鬼斬丸の封印のための生け贄になったことを知る。
千年前、玉依姫とともに世界を滅ぼす鬼と闘った三つのカミのひとり、大蛇胡土前（コドノマエ）の子孫（ただし、胡土前の死後、数世代後の転生体が始祖）。世界を滅ぼす力を持つ鬼を倒すために玉依姫とともに闘い、命を落とした。この頃から封印は弱まり続けて、そのたびに季封の村人の生贄（魂）をもって封印を維持してきた。
卓自身、守護者の筆頭として他の守護者をまとめながらも多くの人が封印の犠牲になってきた歴史と現状に心を痛めている。
卓の個別ルートではロゴス側につくこととなる。
犬戒 慎司（いぬかい しんじ）
声 - 下和田ヒロキ、幼少時 - 牧口真幸（ドラマCD、TVアニメ）
年齢=15歳、身長=165cm、血液型=AB型、誕生日=12月27日。

守護五家の一人。主人公の後輩。戦闘力としては一番弱いが言霊を操る力を持つ。さらに他の守護者達の援護として支援攻撃にも優れている。少女と見紛う愛らしい容貌で争いを好まない。柔和な見た目とは裏腹に意志が強く頑固な一面もある。料理が得意で腕前はかなりのもの。とある理由から季封村を一時離れていた。幼少期からずっと一緒に育ってきた他の守護者たちとは異なり、自分はずっと一人だったためにそのことを羨ましく思っている。主人公が紅陵学院に転入してから転入してきた。学校では成績優秀で女子生徒からも人気があり、そのことをからかわれている。言蔵美鶴とは幼い頃よく一緒に遊んでいたが、季封村に帰ってきてからはなぜかあまり仲が良くない。守護者として役に立ちたいと願い、主人公にも協力的である。
実は言蔵美鶴の双子の兄。言蔵家では双子の男児は凶事とされ、幼い頃に子供のいない犬戒家に養子に出されたが守護者としての能力は発現がなかったため、「犬神の社」に修行に出し、事実上隔離した。しかし、慎司の母親は養子である慎司のことを実の子供同然に大切に思っていた（ドラマCD）。慎司もそのことを感じており、孤独に修行を続けていたが、結局守護者としての能力は発現しなかった。後に言霊を使えるようになり、季封村に帰還する。
本人は「自分が役立たずだから見捨てられた」と思い、そのことで強い孤独感と疎外感に苛まれている。その後も守護者の務めを果たすことで自分の存在価値を得ようとしているが、同時に鬼斬丸が自分や他の守護者たちを縛りつけている元凶であると思っており、役目から解放され、自由になるためにも鬼斬丸の存在を遠ざけようとしている。
「犬神の社」に預けられたばかりの頃に一度社を抜け出したことがあり、そのときにロゴスと遭遇する。契約を交わし、ロゴスの言葉通り八年後に聖女アリアが現れ、慎司は居場所を得て季封村に帰還する代わりにロゴスにフェンフ（五番目の従者）として忠誠を誓うこととなる。
慎司自身はロゴスに従っているものの、その目的は鬼斬丸に囚われる守護者や玉依姫の宿命からの解放である。
言蔵家で双子の男児が凶児とされるのは、その男児が例外無く大きな力を持って生まれてくるためであり、そして余りにも大きな力を持つため制御できずに暴走することがあるためである。
狗谷 遼（くたに りょう）
声 - 野宮一範
年齢=18歳、身長=180cm、血液型=O型、誕生日=7月10日。
年齢は主人公の1つ上だが、出席日数が足らず留年したため同じ学年でクラスメイト。人と群れる行動を嫌う一匹狼。嗅覚と直感力に優れ守護者の中でも最速の移動力を持つ。出会ったばかりの主人公にセクハラまがいの行為を行った。公式で歩く18禁として認定されている。目つきや口は悪いものの根は善人であり何だかんだ言いつつも困った人を無視することは出来ない。好物は肉まん。父親が神隠しにあって亡くなっている。髪は灰色。鬼崎拓磨のことを「赤頭」と呼ぶ。
アニメでは第一期の第五話から「謎の少年」として登場している。原作では隠し攻略対象キャラクターとなっており、本人のルートでしか登場しない。
実は6人目の守護者で犬戒家の跡取りだったが、息子を守護者にしたくなかった親の意思で先代玉依姫の宇賀谷静紀には子供の死亡が伝えられており、内密に狗谷家に養子として出された。人並み外れた鋭い嗅覚と移動力は、犬戒の血を引く証拠である。遼自身には犬戒家の人間であることは伝えられておらず、また狗谷家の父親は神隠しによって亡くなっているが、真実は知らされていなかった。しかし、本人は疑問に感じており、その実態について勘づいていた。狗谷の母親は病弱で、犬戒家同様、養子ではあるが遼を自分の息子同然に大切にしており、遼自身そのことに恩を感じている（ドラマCD）。
犬戒家は守護五家としては新参だがその起源は千年前、玉依姫とともに世界を滅ぼす鬼と闘った三つのカミを先祖に持つ鴉取家、狐邑家、大蛇家よりも古く守護五家が成立する以前から存在している。
また、犬戒家の先祖は神話に出てくる海幸山幸の海幸の子孫で、山幸の子と婚姻を結んだ玉依姫とは縁戚関係である（ドラマCD)。
自分の運命を捻じ曲げた鬼斬丸の存在を消すことを目的としている。また、宇賀谷静紀のことも毛嫌いしており、運命に抗おうとしない守護者達に呆れや侮蔑の感情を向けていた。
アニメ版では典薬寮の人間と行動をともにすることが多い。

#### サブキャラクター

##### ロゴス
ドイツから鬼斬丸（アーティファクト）を狙ってやってきた謎の集団。「黒書」と呼ばれる万物の予言書を教典とし、四賢人と聖女モナドを中心に動いている。詳細は不明。過去にも何度か季封村を訪れ、玉依姫（シビル＝巫女）・守護者と闘っている。ロゴスの人間は主人公のことをシビル、守護者のことを拓磨＝鬼、真弘＝鴉、祐一＝狐、卓＝蛇、慎司＝フェンフと呼ぶ。
アリア・ローゼンブルグ
声 - 磯村知美
ロゴス内で聖女（モナド）として崇められている。アーティファクト（鬼斬丸）を狙う。外見は金髪碧眼の10歳前後の少女だが、言動は大人びている。その存在自体が神聖なものであり、常に清廉な空気を纏っている。ロゴスが教典としている書物「黒書」（万物が従うものとされる予言書）に従って行動し、4人の部下とともに季封村へやってきた。基本的に争いを好まず、命令に何度も逆らうドライに常々疑念を抱いていたが、自分が利用されていたことを知り、ドライと決別することとなる。アリアには魔術が一切通用しない。玉依姫と似通った性質を持っているため、魔術師であるドライの最強の盾となる。また、本来玉依の血を引く者にしか破れない宝具の結界を破ることができる。どのルートでもアリアはフィーアと共に玉依側に付くことになる。過去に母を失っており、たまに主人公やフィーアに甘えたがる様子も見せる。普段は紅陵学院の裏手の森の奥にある廃墟（洋館）を本拠地としている。ロゴスの生活は非常に貧窮であり、全員で内職をして生活費を稼ぐという暮らしぶりである（ドラマCD）。
アリアは聖女として生まれたために、その不思議な力を恐れた両親や周囲の人間によって外界から隔離されていた。アリアはその間、屋根裏部屋にあった書物を読み、そこから外に出られるのを待ち続けていた。やがて、アリアは黒書に従って現れたロゴスの人間によって救い出される。
アリアが鬼斬丸を狙う目的はロゴスの意向のほかに、母親に会いたいという思いがあるためである。母親はアリアを幽閉したが、アリアは幼い頃に母親に愛された優しい記憶があり、一度でいいから会いたいと思っていた。また、幼い頃に孤独であったために仲間たちのことを大切に思っている。
アイン
声 - 綱川博之 / 安元洋貴（TVアニメ）
アリアの1番目の従者。本名は、レイフ・ヘルランド。長い黒髪を三つ編みに結った大柄な男性で人間だが強大な力を秘めている。戦闘では魔術に頼らず自身の拳のみで戦う。ロゴス一の豪腕。拓磨ルートの最後の敵。
荒廃した街で育った。過去に自分の無力さの所為で大切な少女を失ったことから、非力な者を嫌う。少女を失ってからずっと力を追い求め、そのためには人を殺すことも厭わなかった。高め続けてきた力は強大であるが、さらなる力を求める。鬼斬丸の持つ力を自分を翻弄する運命・神などと称し、それを倒し、超え、手に入れることが目的である。拓磨の持つ鬼の力にも興味を抱いている。少女とアリアを重ねていることから、アリアを護ろうとしている。
ツヴァイ
声 - 金山雅弘（PS2版） / 嵜本正和（移植版） / 川原慶久（TVアニメ）
アリアの2番目の従者。本名は、ユーゴ・スティグレール。常に無表情で眼帯を着用しており、どこか感情が欠如したような雰囲気を持つ。戦闘では魔術で生み出した大鎌（ソウルイーター）を自在に操る。さらに敵からの攻撃と生命力を吸収する力を持っている。また、相手の精神を読むことができる。真弘ルートの最後の敵。
ツヴァイという存在はユーゴ・スティグレールと言う人間とソウルイーターという人の魂を求め喰らう死神の二つの存在によって形成されている。そもそもかつてユーゴはソウルイーターに自分の意思を奪われ、これまでにも多くの人間を殺してきている。ユーゴ自身はそのことに罪意識をもっているが、自分と深く結びついているソウルイーターを切り離すことは不可能と考えており、解放されるためには「死」しかないと思っている。
ドライ
声 - 相馬康一 / 上田燿司（TVアニメ）
アリアの3番目の従者。本名は失念（今はマルク・メルキセデク）。老紳士のような風貌で、400年以上を生きた魔術師（マグス）。非常に自尊心が高い。自身の目的のためならアリアを利用しても構わないと思っている。本来3番目の従者は、なるべき人間が別にいたが、別の任務に就いた際に失敗し死亡したことで、ロゴス本部よりドライが遣わされた。アリアの命令に二度も逆らった挙句、アインとツヴァイと共に謀反を企てたことで、アリアとの信頼関係は損なわれている。戦闘では様々な魔術を使い守護者たちを苦しめる。魔術の集大成はベルゼブブ。表面的な力の差ではアインやツヴァイに劣るように見えるが、最終的にロゴスの黒幕的存在となる。祐一、慎司ルートの最後の敵。
最初の100年は人のために生き、ロゴス内部で人体練成の研究をしていたが、自分の魔術や研究が認められず、そのことで人間を嫌うようになる。いつか人間に復讐しようと黒書の研究を続け、黒書に記された予言を解読し、それに従って行動している。アーティファクトに強い興味を示し、それに関する物事（玉依姫＝シビルや宝具、守護者）についても関心がある。アーティファクトの力を手に入れ、自らのものとし、自分が神をも超える存在となることを目的としている。
実はロゴスの最高幹部である四賢人のひとりである。若かりし頃はイケメンだった。
フィーア
声 - 高橋あみか / 大原さやか（TVアニメ）
アリアの4番目の従者。本名は、ベルシエル・クレッシェンティ。褐色肌に長い緑の巻き髪のグラマーな美女。主人公たちに正体が知られる前は肌と髪の色を変え、フィオナ＝アシューム（ドイツ語で白い嘘）と名乗り、紅陵学院高校の教師として潜入していた。アリアに対して心からの忠誠を誓う。他のアリアの下僕はロゴスから選ばれたが、フィーアのみアリア自身が下僕として選んでいる。呪歌使いであり、戦闘では言葉に精神的な意味を持たせる言霊に近い能力を使う。また、その力で相手を翻弄することから“サイレンの魔女”と呼ばれている。ホムンクルス。アリアの部下のなかでは一番能力のレベルが低いものの、守護者たちとは互角に戦うことができる。
アニメ版では死んだ卓の母親がモデルとなったホムンクルスという設定であるが、原作では似ているという設定にとどまっている。
ロゴス
アニメ版オリジナルキャラクター。第2期から登場。セフィロトの代行者で、慎司をフェンフとして仲間に引き入れた張本人。大狼の姿をしている。人との会話も可能。
四賢人
ロゴスの最高幹部。黒書に従って指示を出し、ロゴスの行動を決定している。詳細は不明。

##### 宇賀谷家
宇賀谷 静紀（うがや しずき）
声 - 池崎リョウ / 久保田民絵（TVアニメ）
主人公の母方の祖母で先代の玉依姫。守護五家、分家筋の人間、季封村の村人からは「ババ様」と呼ばれており、誰も彼女に逆らうことはできない。穏やかな印象を持つ老巫女だが鬼斬丸の封印を維持するためなら手段を選ばず、実の孫である主人公ですら手にかけることを厭わない程、様々な感情に蓋をしている。基本的に主人公自身の成長のためとして肝心なことは一切教えない。玉依姫や守護者、美鶴など自分たち玉依の者の存在を世界を護るための歯車の一部と捉えており、それが自分たち道具の宿命であると犠牲をはらうことにもためらいがない。かつて現役の玉依姫であった頃にロゴスと闘っている。長い間、役目に縛られ続け、孤独な巫女として鬼斬丸の封印に人生の全てを捧げてきたからか、自分を連れ出してくれる人がいる主人公を羨ましく思っていた。
鬼斬丸の力はそれが現世に存在するだけで周囲のカミたちを凶暴化させ、カミと人の世のバランスを崩す。そのため、解放されればさらに莫大な力が溢れ、世界に終末を招く。そのため、鬼斬丸は玉依の血と宝具、村の結界によって封印されてきたが、玉依の血は年月をかけて弱まり、宝具も奪われてしまったために封印が弱まっている。さらに鬼斬丸の力そのものも長い周期をかけて強弱の波動を繰り返しており、現段階では限界まで高まっていたために、長い玉依の歴史の中でも前代未聞の危機的な状況にある。よってロゴスの襲撃が無くともいずれ鬼斬丸の力は解放される運命にあった。
これまでにも封印は既に弱まってきているが、村人の生贄によってなんとか維持されてきた。しかし、今回は前例の無い事態であるため、これまでの方法でも封印できるのかは一切不明である。ただし、封印のための防衛策もいくつかとられており、主人公が覚醒できない際には先代の静紀の手によってそれが実行されることとなっている。
言蔵 美鶴（ことくら みつる）
声 - 藍川千尋
年齢=15歳、身長=155cm、誕生日=12月28日
宇賀谷家の分家筋に当たる言蔵家の娘で、静紀の付き人。礼儀正しく落ち着いた雰囲気の美少女。大人しく優しい性格。和服を日常着としている。高校には通っていないが、頭脳は優秀で高校卒業者と同等の資格を持っている。
初対面の主人公には機械的な笑顔で形式的に接していた。料理の腕前はプロ級。台所は彼女にとって神聖な領域であり、たびたび主人公が台所で料理をしたがるため、主人公だけが通れないよう結界を張ることもある。守護者たちとは幼馴染で、特に犬戒慎司とは仲が良かったが、季封村に帰ってきてからは微妙な関係である。慎司がいない間は拓磨を頼っていた様子。自分と同じように宿命に囚われている守護者たちのことを心配している。
実は犬戒慎司の双子の妹。料理を始めたきっかけも慎司の影響であり、彼がいなくなった後も腕を磨き続けていた。正式には知らされていなかったが、本人も薄々気づいていた。しかし、慎司に対する想いから認めたくなかったようである。幼い頃は慎司と仲が良く、彼には強気でよく喧嘩をして泣かせていた。岐阜村の出身。
慎司同様に言霊を操ることができ、静紀の命令により、言霊を使い「神隠し」と称した生贄の儀式を行っている。霊力の強い人間を殺すことで、その魂を使って鬼斬丸の封印の強化を幾度となく行っており、その過程で感情が欠落していった。静紀の命に従って動いているときには人形のような無表情になる。汚れ役の自分とは対照的な主人公に対し、当初は複雑な感情を抱いていたが、物語終結後以降は和解し、主人公に心酔している。ルートによって想い人が異なる。
おーちゃん
声 - 池崎リョウ / 山口立花子（TVアニメ）
身長=120cm（人型）。
主人公の使い魔として与えられたオサキ狐。代々玉依姫に仕え、宇賀谷家を守ってきた。一般人の目に見えることはなく、普段は主人公の影の中に隠れている。寒いところが苦手で暖かいところで眠るのが大好き。人型に変身して人語を喋ることもできる（狐邑祐一に教えられた）。ゲームでは名前はプレイヤーが自由に変更可能。ちなみに名前案として、真弘「クリスタルガイ」、拓磨「尾崎斬九浪」、祐一「おおさききつね」があったが、すべて却下された。鳴き声は「ニー」。

##### 典薬寮
カミや妖関連のトラブル処理を目的とした国家極秘機関。鬼斬丸の存在する季封村を監視し、玉依の血を継ぐ者、守護者たちを村に縛りつけ、村人の出入りの管理や神隠しの後処理などを行っている。
芦屋 正隆（あしや まさたか）
声 - 永野善一
年齢=28歳、身長=181cm。
典薬寮の役人（中間管理職）。眼鏡を掛け無精ヒゲを生やしている。常によれよれの背広を着て猫背でぼんやりとしているため存在感は薄いが、実は相当の切れ者で頭脳戦、情報戦のプロ。目的のためには手段を選ばない冷酷な性格の持ち主。喫煙を止めてからは煙草を吸わない代わりにいつも煎餅をかじっているため煎餅にはこだわりがある。また、人相占いが趣味。力は比較的強力なものではないが陰陽道以前の呪術、呪禁道の使い手。自分達の利益を一とし、そのためであれば平気で敵側にも寝返る。新しく玉依姫を継いだ主人公よりも先代の権力を誇る宇賀谷静紀の側についている。守護者たちを化け物と呼び、道具と思っている静紀と同様にあまり協力的ではない。基本的に情報を与える以外は状況を傍観する立場に止まっており、状況の変化次第では犠牲が出ることも仕方がないと思っている。親戚と周囲には偽って同居している多家良清乃は典薬寮の部下であり、仕事への態度が不真面目であるためにいつも小言を言われている様子。卓、遼ルートの最後の敵。
アニメ版では狗谷遼と行動をともにしているが、協力しているわけではない。
多家良 清乃（たから きよの）
声 - 出野明日香（PS2版） / 古俣麻弥（移植版） / 三森すずこ（TVアニメ）
年齢=22歳、身長=159cm。
主人公のクラスメイト。短めの髪をツインテールに結び赤いアンダーリムの眼鏡を掛けている。元気がよくお喋りが大好きなオカルトマニア。なにかと主人公のことを気に掛けていたが、実は典薬寮の役人で芦屋正隆の部下。芦屋と同居しており、芦屋のことは周りに「親戚のおじさん」と称している。芦屋の生活能力や不真面目な仕事への態度に小言を言いつつ世話を焼いている様子。
また、年齢を偽っており、実年齢は22歳（アニメ版、蒼黒の楔では23歳）。主人公を監視するために芦屋の命で紅陵学院に派遣され同じクラスに潜入していたが、主人公と触れ合ううちに主人公のことを本当の親友のように思い始め、次第に芦屋の行動に疑問を持ち始める。普段は少女を演じているが、たまに実年齢を匂わせる発言をしており、主人公が悩んでいるのを察すると素に戻って大人の女性目線のアドバイスをくれる。陰陽師としての心得があり、主人公に「護身用」の手製のお札をくれるほか、内職と称してわら人形を作っている。狗谷遼には苦手意識があるらしい。密かに芦屋には異性として思いを寄せている。
「蒼黒の楔」では高校生に扮する必要がなくなり、髪をサイドテールに結んだ社会人女性の姿で登場している。

##### その他
瑛子（えいこ）
声 - 田澤利依子
アニメオリジナルキャラクター。主人公のクラスメイト。清乃の友人。
靡蘭美（びらみ）
声 - 藤野泰子
アニメオリジナルキャラクター。主人公のクラスメイト。清乃の友人。
春日 美鈴（かすが みすず）
声 - 大浦冬華
主人公の母親。本来は宇賀谷静紀の次に美鈴が玉依姫を継ぐ予定であったが、美鈴には玉依姫としての力が発現しなかった（長い年月を経て玉依の血が薄まってきたため）。その後、封印のシステムや村の仕来りを知り季封村から飛び出した。そのため、自分の娘を故意に静紀に近付けさせようとせず、結果として主人公は儀式を受けず、能力が完全に覚醒しなかった。その後、静紀から「儀式を受けなかったことで主人公が玉依姫を継ぐことはなくなり（能力が覚醒しなかったため）、役目は分家の親戚に継がせる」と説得され、それを信じて娘を季封村に預け、夫とともに海外へ行ってしまう。
アニメ版では名前が初公開になると共に珠紀との電話による会話のみの登場となっており、玉依姫を普通の巫女だと思っている。

## 翡翠の雫
緋色の欠片シリーズの第2作品目。舞台は鑑を管理する綿津見村。「翡翠の雫」とリメイク版の「真・翡翠の雫」があり、内容が若干変化している。

### 物語
主人公の高千穂珠洲は、綿津見村で龍神と人との調和を促す「玉依姫」候補として育てられた。だが、あるきっかけにより龍神が暴走し、巫女である母と姉代わりである八坂真緒を失った珠洲は、母の後を継ぎ玉依姫となる決意をする。ある日、行方不明になったはずの真緒が妖として現れ、玉依姫が持つ神器の「勾玉」を渡すよう珠洲に迫ってきた。

### 前作との相違点
「玉依姫」の役割と「守護者」の立場が大きく異なっている。本作の玉依姫には、鬼斬丸の封印や管理ではなく、龍神との関わりが深く関係している。また、守護者も「血」による相続ではなく、玉依姫を守る意思の強い者が「宝具」と共鳴した後に選ばれる設定となった。選ばれる人間は普通の人間であり、前作と異なり超人的な回復能力や異能力を持ってはいない。誤字脱字やテキストの選択肢までの長さは改善され、会話中心のテキストとなりプレイしやすくなった一方、量が短縮されている。またBADENDが増加された。リメイク版では一部キャラクターの性格も大きく変化している。また「翡翠の雫」では、途中で前作のメインキャラが助っ人として登場するが
リメイク版では登場しない。

### 登場人物

#### メインキャラクター
高千穂 珠洲（たかちほ すず）
声 - 羽吹梨里（ドラマCD）
年齢=17歳、身長=157cm、血液型=A型、誕生日=10月7日。
水杜珠洲学院高校2年生。前向きな性格だが、やることなすことが空回りしてしまうタイプで喜怒哀楽が顔に出やすい。母の死をきっかけに玉依姫の役目を引き継ぎ、自ら玉依姫の宿命を受け入れるものの、雰囲気は頼りなく、自分より巫女としても優秀な従姉の真緒のほうが玉依姫に向いていると思っている。世襲制で代々続く「玉依姫」の家の存在そのものを疎う村・学校ではその立場であるが故に周りから疎まれ浮いている。
重森 晶（しげもり あきら）
声 - 野島健児
年齢=17歳、身長=175cm、血液型=B型、誕生日=4月18日。
主人公のクラスメイトで、序盤では唯一の玉依姫の守護者。主人公と陸とは幼馴染。守護者としての自覚が強く頼りになる。主人公が玉依姫を継ぐことを快く思っていない。クラスには溶け込んでおり、普段は冷めた態度を取るが学校の友達の前では気さく（主人公曰く二重人格）。主人公を玉依姫としてではなく1人の異性として幼い頃からずっと想っているが、言動には示さず、主人公も鈍感なためまったく気づかれていない。宝具「二刀小太刀」の使い手。途中で助っ人として前作「緋色の欠片」のキャラクターが出てくるのだが晶ルートは珠紀と拓磨。
壬生 克彦（みぶ かつひこ）
声 - 石田彰
年齢=18歳、身長=178cm、血液型=B型、誕生日=6月8日。
主人公の先輩で、後に守護者となる。小太郎の兄。父の敵、天蠱を追って綿津見村に来ている。強い力を持ち、周りを見下したような態度を取る。綺麗な外見とは裏腹に発言は厳しいが、的を射ていることが多い。好物はオムライス。宝具「弓」の使い手。途中の助っ人は珠紀と祐一。
壬生 小太郎（みぶ こたろう）
声 - 成瀬誠
年齢=15歳、身長=154cm、血液型=B型、誕生日=12月22日。
主人公の後輩で、後に守護者となる。克彦の弟。人懐こく、主人公を「姉ちゃん」と呼び気に入っている。素直さが長所であり短所でもある。兄である克彦をとても尊敬しており、彼には頭が上がらない。年齢の割に背が低いのがコンプレックス。ハンバーガーと炭酸飲料が好きな現代っ子。宝具「投げ羽」の使い手。途中の助っ人は珠紀と真弘。
天野 亮司（あまの りょうじ）
声 - 浜田賢二
年齢=24歳、身長=180cm、血液型=A型、誕生日=9月23日。
水杜学院司書。村長の孫で氏子筆頭家。主人公にとっては兄代わりの存在。飄々としてつかみ所が無く、いつも笑顔を浮かべている。八坂真緒の婚約者だったが、真緒に恋愛感情を持っている訳ではなく、その心は主人公に向いているが、表に出すことはない。宝具「槍」の使い手。途中の助っ人は珠紀と卓。
高千穂 陸（たかちほ りく）
声 - 伊藤健太郎
年齢=16歳、身長=183cm、血液型=A型、誕生日=5月3日。
主人公と同じ高校に通う弟で、後に守護者となる。大柄で無口だが争いを好まない大型犬タイプ。小さい頃から主人公に懐いていた。母を亡くしてから、主人公のことを守らなければという意識が強く、傍目にはシスコンにしか見えない。好物は肉じゃが。宝具「六角棍」の使い手。途中の助っ人は珠紀と慎司。
賀茂 保典（かも やすのり）
声 - 千葉優輝
年齢=16歳、身長=169cm、血液型=A型、誕生日=8月28日。
主人公のクラスメイトで、玉依姫の監視のために典薬寮から派遣された候補生。生真面目で潔癖症。周りからは「メガネ」呼ばわりされるが、本人曰く「知性的なメガネ」らしい。エリカの上司にもかかわらず、完全に彼女の尻に敷かれている。茶の収集が趣味。宝具「独鈷杵」の使い手。
御子柴 圭（みこしば けい）
声 - 近藤隆
年齢=22歳、身長=180cm、血液型=B型、誕生日=2月20日。
真緒の付き人。元武士。豊玉姫の四天王の1人で他の3人から一目置かれている。敵ではあるが、他の者とは異なり礼儀正しい面を見せる。宝具は長大な刀。

#### サブキャラクター
ここで紹介する人物の他に、前作のメインキャラクターも登場している（リメイク版では登場しない）。
高原 エリカ（たかはら エリカ）
声 - ふじたれいこ
年齢=17歳、身長=162cm、血液型=B型、誕生日=7月9日。
主人公のクラスメイト。賀茂の部下だが、立場は逆転気味。日英のハーフ。主人公にとても好意的で男嫌い。
加奈（かな）
声 - 祭田絵理
年齢=200歳以上、誕生日=12月4日。
主人公の家に仕える使い魔の双子の姉。元は真緒に仕えていた。口うるさいがしっかり者。主に巫女修行を担当。
沙那（さな）
声 - 一色まゆ
年齢=200歳以上、誕生日=12月4日。
主人公の家に仕える使い魔の双子の妹。気が優しくおっとりしている。主に家事全般を担当。
八坂 真緒（やさか まお）
声 - 櫻井浩美
年齢=19歳、身長=167cm、血液型=AB型、誕生日=11月9日。
主人公の従姉。巫女としてはかなり優秀で、使い魔の加奈・沙那の本来の主でもある。半年前に行方不明になっていたが妖となり、再び主人公の前に現れた。四天王を従え「豊玉姫」を名乗り、勾玉を渡すよう主人公に迫る。
羅門（らもん）
声 - 杉崎亮
誕生日=7月26日。
真緒に従う四天王の1人。戦いに喜びを見出す。
天蠱（てんこ）
声 - なめきひとみ
誕生日=1月23日。
真緒に従う四天王の1人。外見は10歳前後の子供だが、博識で残酷な言動を取る。壬生家の裏切り者で、壬生兼定を殺した張本人。
弥勒（みろく）
声 - 陽季想
誕生日=3月13日。
元僧侶。真緒に従う四天王の1人。とても狡猾。
高千穂 彩子（たかちほ あやこ）
主人公の母で先代の玉依姫。龍神の怒りを鎮めるため嵐の夜に儀式に出かけたまま、行方不明となる。
壬生 兼定（みぶ かねさだ）
壬生兄弟の父。若い頃から一族の裏切り者である天蟲を追っていた。
天野 清十郎（あまの せいじゅうろう）
亮司の祖父で村の長老の1人。

## 蒼黒の楔
緋色の欠片シリーズの第3作品目。舞台は鬼斬丸を封印した季封村。FDとして「蒼黒の楔〜明日への扉〜」がある。主人公・守護者たちは、シリーズ1作品目「緋色の欠片」の登場人物だが、新キャラクターが登場する。また、シリーズ1作品目「緋色の欠片」にシリーズ3作品目「蒼黒の楔」につながる正式なルートがないため、完全な続編ではない。本作は鬼斬丸を全員で封印し、平和が訪れた幻の大団円EDからはじまる。

### 物語
舞台は「緋色の欠片」から1年後の夏。主人公と守護者たちの住む季封村に異変が起こる。異変を探るうちにその原因は判明するが、主人公と守護者たちは再び世界の終わりを食い止めるため戦いに挑むこととなる。

### 登場人物

#### メインキャラクター
主人公・守護者は「緋色の欠片」同様。だが全員、年齢は一つ上がっている。
ケテル
声 - 羽多野渉
村の外から来た謎が多い青年。出逢い当初に主人公を助けてから共に行動することになる。
実は四賢人を殺し、ロゴスの頂点に立ったニール。フィーアと同じくホムンクルスであり、その実験の実験台になった者達の恨みの心を持っているため、生きていると理由も無く人間を殺そうとする。ニール（ケテル）は自身の有り様に絶望しており、内心では死を望んでいる。
凛（りん）
声 - 代永翼
記憶喪失の純真無垢な少年。主人公に助けられてから主人公を慕うようになり、正義の味方に憧れる。実は鏡の契約者であり千年前に1度封印されていた。

## ヒイロノカケラ
従来までの緋色の欠片シリーズとは別の扱いとなっており、シリーズカウントからは除外されている。そのため、シリーズ第4作品目は「白華の檻」となっている。舞台は未来都市・寒名。

### 物語
最新の技術に恵まれた寒名市に住む主人公・藤森沙弥。平穏な日々が続く中、「玉依姫」を教祖として仰ぐ「天意百道」という宗教団体が現れる。それは主人公も気づかないうちに少しずつ動き始めた。クラスメイトの死から始まり、その手に刀を握る少年との出逢い、そして主人公は「玉依姫」だと告げられ・・・

### 登場人物

#### メインキャラクター
藤森 沙弥（ふじもり さや）
声 - 無し
16歳、高校2年生
本作の主人公（名前変更可能）。明るく落ち着きのある性格。
鬼崎 刀真（おにざき とうま）
声 - 杉田智和
17歳、高校2年生、8月3日生まれ
我が強い根っからの俺様気質。目つきも口も悪い。
好きなものは野生動物や自然のもの。嫌いなものは機械類、総じて細かいもの。
大蛇 凌（おおみ しのぐ）
声 - 平川大輔
17歳、高校2年生、5月5日生まれ
主人公が兄のように慕う幼馴染。主人公に対してはやや過保護になる。
好きなものは家庭料理。嫌いなものはコミュニケーション能力の低い人や図々しい人で、この前者は刀真、後者は志郎に当たる。
鴉取 駿（あとり しゅん）
声 - 岡野浩介
17歳、高校2年生、4月8日生まれ
物静かで他人と接することに苦手意識を持っている。虚弱体質で学校を休みがち。
狐邑 怜（こむら れい）
声 - 浪川大輔
16歳、高校1年生、6月20日生まれ
主人公の後輩。マイペースで面倒事が嫌い。
犬戒 響（いぬかい ひびき）
声 - 下和田ヒロキ
18歳、高校3年生、9月9日生まれ
クールな現実主義者。
狗谷 志郎（くたに しろう）
声 - 野宮一範
18歳、高校3年生、10月1日生まれ
人懐こくムードメーカー的存在。何年も前から主人公を知っていた様子。

#### サブキャラクター
諏訪 恭介（すわ きょうすけ）
声 - うえだゆうじ
高校3年生
鉄平の双子の兄。弟とは正反対で冷静で落ち着いている。
諏訪 鉄平（すわ てっぺい）
声 - うえだゆうじ
高校3年生
恭介の双子の弟。兄とは正反対で粗暴で好戦的な性格。
天宮 音端（あまみや おとは）
声 - 飯田奈保美
16歳
宗教組織「天意百道」の教祖。「玉依姫」と呼ばれる少女。響の妹
鹿島（かしま）
声 - 菅野裕士
年齢不詳
音端に忠実な老執事。
宗像（むなかた）
声 - 河西健吾
年齢不詳
音端に仕える執事。冷酷。

## 白華の檻
緋色の欠片シリーズ第4作品目。舞台はシリーズ第1作品目「緋色の欠片」の舞台となる千年前（平安時代）の季封。登場人物は「緋色の欠片」の主人公・守護者たちの先祖という設定になっているが、あくまでも仮想の物語である。

### 物語
白華舞う、罪の物語。
世の終わりを司る[剣]を封印し、それを守り続けることを宿命とする、一人の巫女―――玉依姫。自らの背負う[罪]に苛まれる日々の中、彼女はとあるカミとの邂逅を果たす。その者は自身の存在を[罪]だと語る。[罪]を背負った者たちの行く末は、いかなるものか。白華舞う平安の世を舞台に、古の玉依姫の物語が今幕を開ける。

### 登場人物

#### メインキャラクター
詞紀（しき）
声 - 無し
本作の主人公（名前変更可能）。年齢は明確に設定されていないが、物語より10年前は7歳だった。解放すれば世界が終わると言われる[剣]を封ずる巫女。春日珠紀の先祖。代々続く宇賀谷の[玉依姫]としての自覚があり、剣を守ることが自らの宿命と受け入れている。大人しく、控えめな性格。自分は[罪人]であると思っている。優しい心の持ち主で季封の人々のことをいつも想っている。武術の心得がある。
詞紀は自分が母親である先代の玉依姫を殺してしまった罪を背負い、自らを罪人と思っている。
幻灯火（げんとうか）
声 - 森川智之
玉依姫に従う三柱のカミのひとり。妖狐。狐邑祐一の先祖。『他者を不死者へと変える』という異能を持つカミ。その力を欲した、時の権力者に追われていた所、雪の降る山中にて玉依姫に邂逅。命を救われ、玉依姫に忠誠を誓った。右目を失っている。焔と幻術を操る能力を持つ。自らの存在を[罪]と語る。優しい性格でかなりの天然。詞紀に心から忠誠を誓っている。好物はちまき。
幻灯火の悲恋ENDがシリーズ第1作目「緋色の欠片」に繋がる。
空疎尊（くうそのみこと）
声 - 鈴木千尋
玉依姫に従う三柱のカミのひとり。ヤタガラス。鴉取真弘の先祖。詞紀の婚約者。冷笑的で皮肉屋、傲岸で不遜。しかし、それに見合った実力と知識を持つカミ。一族の誇りを何よりも重んじており、どんな危機に立たされても、涼しい顔をしている。風を操る能力を持ち、普段は他人を見下したような態度をとっている。詞紀のことは苦手といいつつなにかと気にかけている。優秀な弟がいる。
胡土前（こどのまえ）
声 - 黒田崇矢
玉依姫に従う三柱のカミのひとり。大蛇。大蛇卓の先祖。豪放磊落であり、武に長けたカミ。情が深く優しいが、戦いの場では容赦がない。幾多の戦場を駆け抜けた、百戦錬磨の英雄。日常では大雑把で適当なところもある。大地と水を操る能力を持つ。頼りになる存在。時々、寒いギャグを言う。
隠岐 秋房（おきの あきふさ）
声 - 前野智昭
玉依姫の側仕えである青年。詞紀と同い年。季封の兵を束ねる武官でもある。鬼崎拓磨の先祖。生真面目な性格で、武人であろうと常に気を張っているのだが、実直すぎてそれが欠点になることも多い。詞紀とは古くからずっと一緒に育ってきた。智則とは親友でありライバル的な関係。姫様第一主義で常に詞紀に一途である。ドラマCDではなにかと受難である。
秋篠 古嗣（あきしのの ふるつぐ）
声 - 内田夕夜
表の姿は検非違使。24歳。裏の姿は呪禁師。仕事柄、女性を口説き落として、情報を聞きだすこともあるので、女性の扱いにも手馴れており、艶やかな雰囲気を醸し出している。詞紀の側になにかと現れる。養父である吉影に従っている。

#### サブキャラクター
言蔵 智則（ことくら とものり）
声 - 斎賀みつき
武官の秋房と同じく、玉依姫の側仕えを務める青年で詞紀の幼なじみ。季封では政の補佐などを主な仕事としている。感情的になりやすい秋房とは対照的に、クールな性格。そのせいで衝突することもしばしば。
言蔵美鶴と犬戒慎司の先祖。
芦屋 道満（あしや どうまん）
声 - 楠大典
どこか憎めない印象を抱かせる大柄な僧侶。陰陽師としてかなりの実力者であり、安倍晴明と並んで称されたこともあった。現在は政治の実質的な支配権を握っている、藤原貞繁の側近を務めている。
悪路王（あくろおう）
声 - 細谷佳正
詞紀が京で出会った謎の青年。長く伸ばされた黒い爪と全身に広がる傷跡、獣のような鋭い瞳が印象に残る。幻灯火と関わりがある。
神産巣日神（かみむすひのかみ）
声 - 田中敦子
創造を神格化した根源神の一柱。幽世に身を置き、この世が創成された時から中津国を見守り続けている。かつて、すべての国津神を救った過去を持ち、そのときの感謝の証として国津神たちに仕えられている。常に億劫そうにしており、気だるげな印象を受ける。
風波尊（かざなみのみこと）
声 - 幸地真作
神産巣日神の下で武官を務めているカミ。神殿で暮らす500名の神兵を束ねる重役を任されている。礼儀正しい好青年であり、実兄である空疎尊とは性格的にあまり似ていない。幽世を訪れて戸惑う詞紀をやさしく迎え、神産巣日神の御所へと案内してくれる。
秋篠 吉影（あきしのの よしかげ）
声 - 上田燿司
古嗣の養父。非常に穏やかで温和な印象を人に抱かせる。病弱ながら、数々の功績によって大納言まで上り詰めた。
藤原 貞繁（ふじわらの さだしげ）
声 - 楠見尚己
京にて、政治の実質的な支配権を握っている男。己の野望のために、詞紀の持つ[剣]を狙っている。

## 主題歌（ゲーム）
特記の無い場合は、全作詞・作曲・歌を藤田麻衣子が担当している。

### 緋色の欠片
PS2版
主題歌「恋に落ちて」
編曲 - 西野誠
DS版
オープニングテーマ「今でもあなたが」
編曲 - 時乗浩一郎
エンディングテーマ「横顔〜わたしの知らない桜〜」
編曲 - 寺嶋民哉
PSP版
主題歌「君が手を伸ばす先に」
編曲 - Steve Good
PS3版
オープニングテーマ「蛍」
編曲 - Steve Good
エンディングテーマ「瞬間」
編曲 - 時乗浩一郎
FD
オープニングテーマ「この白い雪と」
編曲 - Steve Good
PS Vita版
主題歌「秋風鈴」
編曲 - Ikoman & 藤田麻衣子

### 翡翠の雫
オープニングテーマ「水風船」
編曲 - Steve Good
エンディングテーマ「あなたが私の頬に触れる時」
編曲 - 時乗浩一郎

### 真・翡翠の雫
PS2版・PSP版
主題歌「金魚すくい」
編曲 - Steve Good
DS版
オープニングテーマ「戸惑い」
編曲 - Steve Good
エンディングテーマ「安らげる場所」
編曲 - 時乗浩一郎

### 蒼黒の楔
PS2版・PSP版
オープニングテーマ「運命の人」
編曲 - Steve Good
エンディングテーマ「二人の彼」
編曲 - 時乗浩一郎
DS版
オープニングテーマ「花火」
編曲 - Steve Good
エンディングテーマ「きっと」
編曲 - Steve Good
FD
オープニングテーマ「卒業」
編曲 - Steve Good
エンディングテーマ「二人なら」
編曲 - Steve Good

### ヒイロノカケラ
PS2版・PSP版
オープニングテーマ「Double eyes」
作詞 - 瀬名 / 作曲 - 木之下慶行 / 編曲 - 原田ナオ / 歌 - 瀬名
エンディングテーマ「all allow」
作詞 - 畑亜貴 / 作曲・編曲 - 藤末樹 / 歌 - 美郷あき
FD
オープニングテーマ「Heavenly Prayers」
作詞・作曲・歌 - 瀬名 / 編曲 - 関野元規、瀬名
エンディングテーマ「Can you feel me」
作詞・作曲 - shilo / 編曲 - 中西亮輔 / 歌 - 美郷あき

### 白華の檻
オープニングテーマ「それでも私は」
編曲 - Steve Good
エンディングテーマ「溢れる」
編曲 - 藤田麻衣子
FD
オープニングテーマ「サクラ」
春エンディングテーマ「胸が熱い」
夏エンディングテーマ「夢が降る」
作詞 - 磯谷佳江 / 作曲 - 小野貴光 / 編曲 - 戸田章世 / 歌 - mao
秋エンディングテーマ「彩の頃」
作詞 - 磯谷佳江 / 作曲 - rino / 編曲 - chokix / 歌 - 霜月はるか
冬エンディングテーマ「白、ひとひら」
作詞 - 磯谷佳江 / 作曲・編曲 - なるけみちこ / 歌 - 織田かおり

## ミュージカル

### 公演日程
ミュージカル「緋色の欠片 〜運命の守護者〜」
- 2008年12月31日 - 1月4日：東京公演（池袋シアターグリーン）
- 2009年1月16日 - 1月18日：大阪公演（ABCホール）

### スタッフ（ミュージカル）
- 原作 - アイディアファクトリー・デザインファクトリー
- 脚本・作詞 - 天美幸
- 演出 - 古河聰
- 音楽 - Pankenukanan、山下康介、高木洋
- 振付 - 椎木三奈
- プロデューサー - 天美幸

### キャスト
- 春日珠紀（Wキャスト） - 船越真美子、水野夏美
- 鬼崎拓磨 - 伊藤陽佑
- 鴉鳥真弘 - 苅羽悠
- 狐邑祐一 - 二津一行
- 大蛇卓 - 岡田光
- 犬戒慎司 - 川久保雄基
- 狗谷遼 - 谷和憲

- アリア・ローゼンブルグ（Wキャスト） - 澤田樹里亜、一岡杏奈
- アイン - 島村勝
- ツヴァイ - 長塚全
- ドライ - 吉田晃太郎
- 言蔵美鶴 - 加藤純奈
- 宇賀谷静紀 - 椎木三奈

## テレビアニメ
スタジオディーン制作によるテレビアニメ。読売テレビほかにて放送された。
第1期は2012年4月から6月にかけて放送された。全13話。
第2期『緋色の欠片 第二章』は同年10月から12月にかけて放送された。全13話。

### スタッフ（テレビアニメ）
- 原作 - 「緋色の欠片」アイディアファクトリー／デザインファクトリー
- 監督 - ボブ白旗
- シリーズ構成 - 中村能子
- キャラクター原案 - カズキヨネ
- キャラクターデザイン - 恩田尚之
- アニメキャラクター監修 - いけ
- デザインワークス - 植田均
- プロップデザイン - 小坂知
- 色彩設計 - 大須賀隆純
- 美術監督 - 清水順子
- 撮影監督 - 川口正幸
- 編集 - 松村正宏
- 音楽 - 七瀬光
- 音響監督 - 平光琢也
- 音響効果 - 出雲範子
- 音響制作 - ダックスプロダクション
- プロデューサー - 米倉功人、角田博昭、松井千夏、斎藤滋、浦崎宣光、坂本耕作、金庭こず恵
- アニメーション制作 - スタジオディーン
- 製作 - 「緋色の欠片」製作委員会（読売テレビエンタープライズ、ダックスプロダクション、バンダイビジュアル、ランティス、スタジオディーン、キッズステーション、ムービック）

### 主題歌（テレビアニメ）
第1期
「ねぇ」
藤田麻衣子によるオープニングテーマ。作詞・作曲は藤田麻衣子、編曲は虹音。
「この手で抱きとめるから」
喜多修平によるエンディングテーマ。作詞は藤田麻衣子、作曲・編曲は増田武史。

第2期
「高鳴る」
藤田麻衣子によるオープニングテーマ。作詞・作曲は藤田麻衣子、編曲は虹音。
「君だけを」
喜多修平によるエンディングテーマ。作詞はこだまさおり、作曲・編曲は渡辺拓也。
「宝物」
藤田麻衣子による最終話のエンディングテーマ。作詞・作曲は藤田麻衣子、編曲は大野宏明。

挿入歌
「恋に落ちて」
藤田麻衣子による第11話の挿入歌。作詞・作曲は藤田麻衣子、編曲は西野誠。

### 各話リスト
| 話数     | サブタイトル | 脚本       | 絵コンテ          | 演出              | 作画監督                                                                | プロップ作画監督 | 総作画監督                          | 初放送日      |        |        |        |        |        |        |        |        |        |        |        |        |        |        |        |        |
| 第一章   | 第一章       | 第一章     | 第一章            | 第一章            | 第一章                                                                  | 第一章           | 第一章                              | 第一章        | 第一章 | 第一章 | 第一章 | 第一章 | 第一章 | 第一章 | 第一章 | 第一章 | 第一章 | 第一章 | 第一章 | 第一章 | 第一章 | 第一章 | 第一章 | 第一章 |
| -------- | ------------ | ---------- | ----------------- | ----------------- | ----------------------------------------------------------------------- | ---------------- | ----------------------------------- | ------------- | ------ | ------ | ------ | ------ | ------ | ------ | ------ | ------ | ------ | ------ | ------ | ------ | ------ | ------ | ------ | ------ |
| 第一話   | 玉依の姫     | 中村能子   | ボブ白旗          | 加藤敏幸          | 北原広大 青野厚司                                                       | 岡戸智凱         | 石井久美                            | 2012年 3月6日 |        |        |        |        |        |        |        |        |        |        |        |        |        |        |        |        |
| 第二話   | 決意の一歩   | 中村能子   | ボブ白旗          | 吉田俊司          | 伊藤美奈 松尾亜希子                                                     | 岡戸智凱         | 工藤裕加                            | 4月8日        |        |        |        |        |        |        |        |        |        |        |        |        |        |        |        |        |
| 第三話   | 五人の守護者 | 中村能子   | かまくらゆみ      | 殿勝秀樹          | 山本佐和子 奥野浩行                                                     | 岡戸智凱         | 石井久美                            | 4月15日       |        |        |        |        |        |        |        |        |        |        |        |        |        |        |        |        |
| 第四話   | 聖女の降臨   | 横手美智子 | 登坂晋            | 登坂晋            | 北原章雄 ウクレレ善似郎                                                 | 岡真里子         | 工藤裕加                            | 4月22日       |        |        |        |        |        |        |        |        |        |        |        |        |        |        |        |        |
| 第五話   | 相克の使命   | 中瀬理香   | 川口理恵          | あべたつや        | 永田正美 鈴木奈都子                                                     | 岡真里子         | 石井久美                            | 4月29日       |        |        |        |        |        |        |        |        |        |        |        |        |        |        |        |        |
| 第六話   | 対決の行方   | 中村能子   | ボブ白旗          | 亀井幹太          | 松尾亜希子 山田裕子                                                     | 岡真里子         | 工藤裕加                            | 5月6日        |        |        |        |        |        |        |        |        |        |        |        |        |        |        |        |        |
| 第七話   | 絆の綻び     | 横手美智子 | 今千秋            | 殿勝秀樹          | 山本佐和子                                                              | 岡真里子         | 石井久美                            | 5月13日       |        |        |        |        |        |        |        |        |        |        |        |        |        |        |        |        |
| 第八話   | 典薬寮の思惑 | 中瀬理香   | 加藤敏幸          | 加藤敏幸          | 荒木弥緒 岡崎洋美 羽田浩二 北原章雄 青野厚司                            | 岡真里子         | 青野厚司                            | 5月20日       |        |        |        |        |        |        |        |        |        |        |        |        |        |        |        |        |
| 第九話   | 大地の鳴動   | 中村能子   | 福田道生          | 吉田俊司          | 伊藤美奈 ウクレレ善似郎 松尾亜希子 安彦守 亀谷響子 菅原東 荒木弥緒      | 岡真里子         | 石井久美                            | 5月29日       |        |        |        |        |        |        |        |        |        |        |        |        |        |        |        |        |
| 第十話   | 守護の想い   | 横手美智子 | あべたつや        | あべたつや        | 鈴木奈都子                                                              | 岡真里子         | 工藤裕加                            | 6月3日        |        |        |        |        |        |        |        |        |        |        |        |        |        |        |        |        |
| 第十一話 | 鬼の伝承     | 中瀬理香   | 川瀬敏文          | 亀井幹太          | 日下兼彰 石川智美                                                       | 岡真里子         | 石井久美                            | 6月10日       |        |        |        |        |        |        |        |        |        |        |        |        |        |        |        |        |
| 第十二話 | 決戦の刻     | 横手美智子 | 浪速勉            | 間島崇寛          | 北原章雄 山田裕子 阿部美佐緒                                            | 岡真里子         | 青野厚司                            | 6月17日       |        |        |        |        |        |        |        |        |        |        |        |        |        |        |        |        |
| 第十三話 | 鬼斬丸の力   | 中村能子   | 福田道生          | 吉田俊司          | 工藤裕加 羽田浩二 斉藤美香 伊藤美奈 岡崎洋美 鈴木奈津子 竹田まさき      | 岡真里子         | 恩田尚之 青野厚司 石井久美          | 6月24日       |        |        |        |        |        |        |        |        |        |        |        |        |        |        |        |        |
| 第二章   |              |            |                   |                   |                                                                         |                  |                                     |               |        |        |        |        |        |        |        |        |        |        |        |        |        |        |        |        |
| 第一話   | 玉依の運命   | 中村能子   | ボブ白旗          | サトウ光敏        | 手島勇人 中本尚                                                         | 岡真里子         | 工藤裕加                            | 9月30日       |        |        |        |        |        |        |        |        |        |        |        |        |        |        |        |        |
| 第二話   | 暗雲の予兆   | 中瀬理香   | 佐藤照雄          | 清水一伸          | 永田正美 鈴木奈都子                                                     | 岡真里子         | 青野厚司                            | 10月7日       |        |        |        |        |        |        |        |        |        |        |        |        |        |        |        |        |
| 第三話   | 裏切りの契   | 横手美智子 | 加藤敏幸          | 永居慎平          | 岡崎洋美 山田裕子 渡部裕子 阿部美佐緒 荒木弥緒                          | 岡真里子         | 青野厚司 工藤裕加 羽田浩二          | 10月14日      |        |        |        |        |        |        |        |        |        |        |        |        |        |        |        |        |
| 第四話   | 五家の崩壊   | 中村能子   | 川口理恵          | 竹下健一          | 本城恵一郎 森本浩文 松下郁子 渡部裕子 鈴木彩子 津熊健徳                 | 岡真里子         | 工藤裕加 青野厚司                   | 10月21日      |        |        |        |        |        |        |        |        |        |        |        |        |        |        |        |        |
| 第五話   | 涙の真実     | 横手美智子 | 佐藤照雄 福田道生 | 吉田俊司          | 浅井昭人                                                                | 岡真里子         | 青野厚司                            | 10月28日      |        |        |        |        |        |        |        |        |        |        |        |        |        |        |        |        |
| 第六話   | 偽りの心     | 中瀬理香   | 小滝礼            | 内山まな          | 堀越久美子                                                              | 岡真里子         | 青野厚司 工藤裕加                   | 11月4日       |        |        |        |        |        |        |        |        |        |        |        |        |        |        |        |        |
| 第七話   | 夢の記憶     | 中村能子   | 花札虎南          | 橋本アキラ        | 伊藤美奈 中森昇太郎 大和田彩乃                                          | 石川洋一         | 青野厚司 羽田浩二                   | 11月11日      |        |        |        |        |        |        |        |        |        |        |        |        |        |        |        |        |
| 第八話   | 二人の決心   | 横手美智子 | 渡部穏寛          | 渡部穏寛          | 川崎愛香 沈宏 駒本藍子                                                  | 石川洋一         | 青野厚司                            | 11月18日      |        |        |        |        |        |        |        |        |        |        |        |        |        |        |        |        |
| 第九話   | 悠久の約束   | 中瀬理香   | 川口理恵          | 小柴純弥          | Kim Kang Won Chang Bum Chul                                             | 石川洋一         | 青野厚司 岡崎洋美 工藤裕加 羽田浩二 | 11月25日      |        |        |        |        |        |        |        |        |        |        |        |        |        |        |        |        |
| 第十話   | カミの力     | 中瀬理香   | 寺東克己          | 永居慎平          | 浅井昭人 斎藤美香 吉田尚人                                              | 石川洋一         | 青野厚司 工藤裕加 岡崎洋美          | 12月2日       |        |        |        |        |        |        |        |        |        |        |        |        |        |        |        |        |
| 第十一話 | 緋色の欠片   | 中村能子   | 花札虎南          | 吉田俊司          | 石川智美 河南正昭 手島典子                                              | 石川洋一         | 恩田尚之 青野厚司 工藤裕加 岡崎洋美 | 12月9日       |        |        |        |        |        |        |        |        |        |        |        |        |        |        |        |        |
| 第十二話 | 守護者の覚醒 | 横手美智子 | 加瀬充子          | 木村延景 ボブ白旗 | 大和田彩乃 中森晃太郎 荒木弥緒 北原章雄                                 | 石川洋一         | 恩田尚之 青野厚司 羽田浩二 岡崎洋美 | 12月16日      |        |        |        |        |        |        |        |        |        |        |        |        |        |        |        |        |
| 第十三話 | 永遠の誓い   | 中村能子   | 八瀬泰三 安海るか | 佐藤照雄 ボブ白旗 | 青野厚司 工藤裕加 石井久美 河野真貴 冨谷美香 石川洋一 河南正昭 手島典子 | 石川洋一         | 恩田尚之 青野厚司 工藤裕加          | 12月23日      |        |        |        |        |        |        |        |        |        |        |        |        |        |        |        |        |

| サブタイトル        | 脚本     | 絵コンテ | 演出       | 作画監督        | プロップ作画監督 | 総作画監督 |
| ------------------- | -------- | -------- | ---------- | --------------- | ---------------- | ---------- |
| 突撃!隣のイケメンズ | 山田花名 | 今千秋   | サトウ光敏 | 中本尚 吉住千秋 | 岡真里子         | 工藤裕加   |

### 放送局

#### テレビ放送
| 放送日        | 放送時間                     | 放送局     | 対象地域   | 備考     |
| ------------- | ---------------------------- | ---------- | ---------- | -------- |
| 2012年3月6日  | 火曜 2:29 - 2:59（月曜深夜） | 読売テレビ | 近畿広域圏 | 製作参加 |
| 2012年3月11日 | 月曜 2:00 - 2:30（日曜深夜） | TOKYO MX   | 東京都     |          |

| 放送期間               | 放送時間                     | 放送局             | 対象地域   | 備考                      |
| ---------------------- | ---------------------------- | ------------------ | ---------- | ------------------------- |
| 2012年4月1日 - 6月24日 | 日曜 22:00 - 22:27           | TOKYO MX           | 東京都     |                           |
| 2012年4月3日 - 6月26日 | 火曜 1:33 - 2:03（月曜深夜） | 札幌テレビ         | 北海道     |                           |
|                        | 火曜 1:53 - 2:23（月曜深夜） | 読売テレビ         | 近畿広域圏 | 製作参加 / 『MANPA』第1部 |
|                        | 火曜 1:59 - 2:29（月曜深夜） | 福岡放送           | 福岡県     |                           |
| 2012年4月4日 - 6月27日 | 水曜 2:37 - 3:07（火曜深夜） | 中京テレビ         | 中京広域圏 |                           |
| 2012年4月5日 - 6月28日 | 木曜 0:30 - 1:00（水曜深夜） | キッズステーション | 日本全域   | CS放送 / リピート放送あり |

| 放送期間                 | 放送時間                     | 放送局             | 対象地域   | 備考                      |
| ------------------------ | ---------------------------- | ------------------ | ---------- | ------------------------- |
| 2012年9月30日 - 12月23日 | 日曜 22:00 - 22:27           | TOKYO MX           | 東京都     |                           |
| 2012年10月2日 - 12月25日 | 火曜 1:33 - 2:03（月曜深夜） | 札幌テレビ         | 北海道     |                           |
|                          | 火曜 1:58 - 2:28（月曜深夜） | 読売テレビ         | 近畿広域圏 | 製作参加 / 『MANPA』第1部 |
|                          | 火曜 1:59 - 2:29（月曜深夜） | 福岡放送           | 福岡県     |                           |
| 2012年10月3日 - 12月26日 | 水曜 2:37 - 3:07（火曜深夜） | 中京テレビ         | 中京広域圏 |                           |
| 2012年10月4日 - 12月27日 | 木曜 0:30 - 1:00（水曜深夜） | キッズステーション | 日本全域   | CS放送 / リピート放送あり |

#### インターネット配信
| 配信日        | 配信時間                     | 配信サイト     |
| ------------- | ---------------------------- | -------------- |
| 2012年3月10日 | 土曜 1:30 - 2:00（金曜深夜） | ニコニコ生放送 |

| 配信期間               | 配信時間                     | 配信サイト         |
| ---------------------- | ---------------------------- | ------------------ |
| 2012年4月5日 - 6月28日 | 木曜 1:00 - 1:30（水曜深夜） | ニコニコ生放送     |
|                        | 木曜 12:00 更新              | バンダイチャンネル |

| 配信期間                 | 配信時間                     | 配信サイト         | 備考              |
| ------------------------ | ---------------------------- | ------------------ | ----------------- |
| 2012年10月4日 - 12月27日 | 木曜 0:30 - 1:00（水曜深夜） | ニコニコ生放送     |                   |
|                          | 木曜 1:00（水曜深夜） 更新   | ニコニコチャンネル |                   |
|                          | 木曜 12:00 更新              | バンダイチャンネル | 1週間限定無料配信 |

### 関連商品

#### Blu-ray Disc / DVD
| 巻数 | 発売日         | 収録話              | 規格品番  | 規格品番  | 映像特典                                                                | オーディオコメンタリー         | ドラマCD |
| 巻数 | 発売日         | 収録話              | BD        | DVD       | 映像特典                                                                | オーディオコメンタリー         | ドラマCD |
| ---- | -------------- | ------------------- | --------- | --------- | ----------------------------------------------------------------------- | ------------------------------ | --- |
| 1    | 2012年6月22日  | 第一話              | BCXA-0508 | BCBA-4345 | 「アニメ「緋色の欠片」〜紅陵学院放送室〜 @ニコニコ生放送」ダイジェスト  | 三宅麻理恵、杉田智和、岡野浩介 | 第一話「恐怖の弱肉強食鍋」 第二話「拓磨のクロスワード奮闘記」 キャストトーク                                     |
| 1    | 2012年6月22日  | 第一話              | BCXA-0508 | BCBA-4345 | 第一話キャストコメント：岡野浩介                                        | 三宅麻理恵、杉田智和、岡野浩介 | 第一話「恐怖の弱肉強食鍋」 第二話「拓磨のクロスワード奮闘記」 キャストトーク                                     |
| 2    | 2012年7月27日  | 第二話 - 第三話     | BCXA-0509 | BCBA-4346 | ノンテロップオープニング（第一話 - 第五話）                             | 浪川大輔、下和田ヒロキ         | 第一話「慎司の帰郷」 第二話「ドーン・オブ・ザ・ヤキソバパン」 キャストトーク                                     |
| 2    | 2012年7月27日  | 第二話 - 第三話     | BCXA-0509 | BCBA-4346 | 第二話キャストコメント：岡野浩介 第三話キャストコメント：浪川大輔       | 浪川大輔、下和田ヒロキ         | 第一話「慎司の帰郷」 第二話「ドーン・オブ・ザ・ヤキソバパン」 キャストトーク                                     |
| 3    | 2012年8月24日  | 第四話 - 第五話     | BCXA-0510 | BCBA-4347 | ノンテロップエンディング                                                | 平川大輔、野宮一範             | 第一話「大蛇卓のお茶指南」 第二話「オサキ狐ただいま修行中」 キャストトーク                                       |
| 3    | 2012年8月24日  | 第四話 - 第五話     | BCXA-0510 | BCBA-4347 | 第四話キャストコメント：浪川大輔 第五話キャストコメント：野宮一範       | 平川大輔、野宮一範             | 第一話「大蛇卓のお茶指南」 第二話「オサキ狐ただいま修行中」 キャストトーク                                       |
| 4    | 2012年9月21日  | 第六話 - 第七話     | BCXA-0511 | BCBA-4348 | ノンテロップオープニング（第六話 - 第十三話）                           | 杉田智和、浪川大輔             | 第一話「昼下がりの対決」 第二話「芸術の秋には書道を」 キャストトーク                                             |
| 4    | 2012年9月21日  | 第六話 - 第七話     | BCXA-0511 | BCBA-4348 | 第六話キャストコメント：野宮一範 第七話キャストコメント：下和田ヒロキ   | 杉田智和、浪川大輔             | 第一話「昼下がりの対決」 第二話「芸術の秋には書道を」 キャストトーク                                             |
| 5    | 2012年10月26日 | 第八話 - 第九話     | BCXA-0512 | BCBA-4349 | CM集                                                                    | 平川大輔、下和田ヒロキ         | 第一話「おっきくなりてえ!」 第二話「料理で仲直り!?」 キャストトーク                                              |
| 5    | 2012年10月26日 | 第八話 - 第九話     | BCXA-0512 | BCBA-4349 | 第八話キャストコメント：下和田ヒロキ 第九話キャストコメント：平川大輔   | 平川大輔、下和田ヒロキ         | 第一話「おっきくなりてえ!」 第二話「料理で仲直り!?」 キャストトーク                                              |
| 6    | 2012年11月22日 | 第十話 - 第十一話   | BCXA-0513 | BCBA-4350 | PV集                                                                    | 岡野浩介、野宮一範             | 第一話「黄昏の企み」 第二話「なんか気になる狗谷遼」 キャストトーク                                               |
| 6    | 2012年11月22日 | 第十話 - 第十一話   | BCXA-0513 | BCBA-4350 | 第十話キャストコメント：平川大輔 第十一話キャストコメント：杉田智和     | 岡野浩介、野宮一範             | 第一話「黄昏の企み」 第二話「なんか気になる狗谷遼」 キャストトーク                                               |
| 7    | 2012年12月21日 | 第十二話 - 第十三話 | BCXA-0514 | BCBA-4351 | TV未放送 第十三話メロきゅん★ワード 第二章 告知PV集                      | 三宅麻理恵、杉田智和、岡野浩介 | 第一話「大当たり!?大吉か!大凶か!?運命の分かれ道、おみくじで……ドン!」 第二話「呪いのワラ人形騒動」 キャストトーク |
| 7    | 2012年12月21日 | 第十二話 - 第十三話 | BCXA-0514 | BCBA-4351 | 第十二話キャストコメント：杉田智和 第十三話キャストコメント：三宅麻理恵 | 三宅麻理恵、杉田智和、岡野浩介 | 第一話「大当たり!?大吉か!大凶か!?運命の分かれ道、おみくじで……ドン!」 第二話「呪いのワラ人形騒動」 キャストトーク |

| 巻数 | 発売日        | 収録話              | 規格品番  | 規格品番  | 映像特典                            | オーディオコメンタリー             | ドラマCD                                                                       |
| 巻数 | 発売日        | 収録話              | BD        | DVD       | 映像特典                            | オーディオコメンタリー             | ドラマCD                                                                       |
| ---- | ------------- | ------------------- | --------- | --------- | ----------------------------------- | ---------------------------------- | ------------------------------------------------------------------------------ |
| 1    | 2013年1月29日 | 第一話              | BCXA-0648 | BCBA-4464 | イベント「緋色の欠片 季封村秋祭り」 | 三宅麻理恵、平川大輔、下和田ヒロキ |                                                                                |
| 1    | 2013年1月29日 | 第一話              | BCXA-0648 | BCBA-4464 |                                     | 三宅麻理恵、平川大輔、下和田ヒロキ |                                                                                |
| 2    | 2013年2月22日 | 第二話 - 第三話     | BCXA-0649 | BCBA-4465 |                                     | 平川大輔、浪川大輔                 | 第一話「季封村温泉騒動」 第二話「みんなで家庭菜園」 キャストトーク             |
| 2    | 2013年2月22日 | 第二話 - 第三話     | BCXA-0649 | BCBA-4465 |                                     | 平川大輔、浪川大輔                 | 第一話「季封村温泉騒動」 第二話「みんなで家庭菜園」 キャストトーク             |
| 3    | 2013年3月22日 | 第四話 - 第五話     | BCXA-0650 | BCBA-4466 |                                     | 下和田ヒロキ、野宮一範             | 第一話「守護五家プレゼント大作戦」 第二話「不思議の国のロゴス」 キャストトーク |
| 3    | 2013年3月22日 | 第四話 - 第五話     | BCXA-0650 | BCBA-4466 |                                     | 下和田ヒロキ、野宮一範             | 第一話「守護五家プレゼント大作戦」 第二話「不思議の国のロゴス」 キャストトーク |
| 4    | 2013年4月24日 | 第六話 - 第七話     | BCXA-0651 | BCBA-4467 |                                     | 野宮一範、杉田智和                 | 第一話「珠紀モテモテ事件」 第二話「二人のおーちゃん!?」 キャストトーク         |
| 4    | 2013年4月24日 | 第六話 - 第七話     | BCXA-0651 | BCBA-4467 |                                     | 野宮一範、杉田智和                 | 第一話「珠紀モテモテ事件」 第二話「二人のおーちゃん!?」 キャストトーク         |
| 5    | 2013年5月28日 | 第八話 - 第九話     | BCXA-0652 | BCBA-4468 |                                     | 浪川大輔、岡野浩介                 | 第一話「ダイエットファイター珠紀!」 第二話「祐一を救え」 キャストトーク        |
| 5    | 2013年5月28日 | 第八話 - 第九話     | BCXA-0652 | BCBA-4468 |                                     | 浪川大輔、岡野浩介                 | 第一話「ダイエットファイター珠紀!」 第二話「祐一を救え」 キャストトーク        |
| 6    | 2013年6月21日 | 第十話 - 第十一話   | BCXA-0653 | BCBA-4469 |                                     | 磯村知美、安元洋貴、川原慶久       | 第一話「アイツがウワサのダイナマイトガイ!」 第二話「慎司と遼」 キャストトーク  |
| 6    | 2013年6月21日 | 第十話 - 第十一話   | BCXA-0653 | BCBA-4469 |                                     | 磯村知美、安元洋貴、川原慶久       | 第一話「アイツがウワサのダイナマイトガイ!」 第二話「慎司と遼」 キャストトーク  |
| 7    | 2013年7月26日 | 第十二話 - 第十三話 | BCXA-0654 | BCBA-4470 |                                     | 三宅麻理恵、杉田智和、岡野浩介     | 第一話「ありがとう、みんな」 第二話「大特訓!追試に合格せよ!」 キャストトーク   |
| 7    | 2013年7月26日 | 第十二話 - 第十三話 | BCXA-0654 | BCBA-4470 |                                     | 三宅麻理恵、杉田智和、岡野浩介     | 第一話「ありがとう、みんな」 第二話「大特訓!追試に合格せよ!」 キャストトーク   |

#### CD
| 発売日        | タイトル                                         | 規格品番   |
| ------------- | ------------------------------------------------ | ---------- |
| 2012年6月27日 | TVアニメ「緋色の欠片」オリジナルサウンドトラック | LACA-15211 |

## ラジオ
『ラジオ緋色の欠片〜紅陵学院放送室〜』のタイトルで、ラジオ大阪にて2012年1月3日より毎週火曜24:00から放送中。また、HiBiKi Radio Station・Lantis ネットラジオでも同年1月4日から毎週水曜に配信中。なお、同年10月からテレビアニメ第2期の放送に合わせ、リニューアルされる予定。第2期のタイトルは『ラジオ緋色の欠片〜紅陵学院保健室〜』。
パーソナリティ
第1期 - 岡野浩介（鴉取真弘 役）、三宅麻理恵（春日珠紀 役）
第2期 - 野宮一範（狗谷遼 役）、岡野浩介（鴉取真弘 役）、三宅麻理恵（春日珠紀 役〈コーナーパーソナリティ〉）
ゲスト
三宅麻理恵（春日珠紀 役、第1回）
杉田智和（鬼崎拓磨 役、第2・3回）
平川大輔（大蛇卓 役、第4・5回）
下和田ヒロキ（犬戒慎司 役、第6・7回）
藤田麻衣子（主題歌歌手、第8・9・16回）
野宮一範（狗谷遼 役、第10・11回）
浪川大輔（狐村祐一 役、第12・13回）
関連CD
ラジオ緋色の欠片〜紅陵学院放送室〜 CD Vol.1

## イベント
緋色の欠片 季封村秋祭り
2012年9月30日にパシフィコ横浜で、二部構成で開催された。出演者は杉田智和、岡野浩介、浪川大輔、平川大輔、下和田ヒロキ、野宮一範、三宅麻理恵、他。7月27日から8月8日までテレビアニメ第一章第2巻Blu-ray Disc、DVD購入者を対象とした優先予約が行われた。
イベントの模様はテレビアニメ第二章第1巻のBlu-ray Disc、DVDに特典として収録されている。

## 関連商品

### CD
- キャラクターソング
  - 緋色の欠片 キャラクターソングシリーズ vol.1 鬼崎拓磨&鴉取真弘 (TRCD-10064)（2007年6月29日発売）
  - 緋色の欠片 キャラクターソングシリーズ vol.2 狐邑祐一&狗谷遼 (TRCD-10065)（2007年7月13日発売）
  - 緋色の欠片 キャラクターソングシリーズ vol.3 大蛇卓&犬戒慎司 (TRCD-10066)（2007年7月27日発売）
  - 緋色の欠片 キャラクターソングシリーズ vol.4 アイン (TRCD-10067)（2007年9月21日発売）
  - 緋色の欠片 キャラクターソングシリーズ vol.5 ツヴァイ (TRCD-10068)（2007年9月21日発売）
  - 緋色の欠片 キャラクターソングシリーズ vol.6 ドライ（2007年9月21日発売）※コミケ・通販限定特典CD
  - 翡翠の雫 緋色の欠片2 キャラクターソングシリーズ Vol.1 重森晶&高千穂陸 (TRCD-10069)（2007年11月28日発売）
  - 翡翠の雫 緋色の欠片2 キャラクターソングシリーズ Vol.2 壬生小太郎&御子柴圭 (TRCD-10070)（2007年12月12日発売）
  - 翡翠の雫 緋色の欠片2 キャラクターソングシリーズ Vol.3 賀茂保典&高原エリカ (TRCD-10071)（2007年12月29日発売）
  - 蒼黒の楔 緋色の欠片3 キャラクターソングCD ケテル&凛 (TRCD-10082)（2009年2月6日発売）
  - ヒイロノカケラ 新玉依姫伝承 キャラクターソングCD (LACA-5982)（2010年2月10日発売）
- ドラマCD
  - Dramatic CD Collection 緋色の欠片 (MACY-2144)（2007年8月31日発売）
  - Dramatic CD Collection 緋色の欠片 弐 (MACY-2155)（2008年3月28日発売）
  - Dramatic CD Collection 蒼黒の楔 緋色の欠片3（2009年3月27日発売）
  - 緋色の欠片 ドラマCD 〜桜花の蛍〜 (KDSD-262)（2009年2月25日発売）
  - 緋色の欠片 ドラマCD「魔術師に捧げる手記」 (KDSD-263)（2009年4月29日発売）
  - 翡翠の雫 緋色の欠片2 ドラマCD 惑わしの洞窟 (KDSD-157)（2007年10月31日発売）
  - 翡翠の雫 緋色の欠片2 ドラマCD Vol.2 幻魔の罠 (KDSD-211)（2008年10月15日発売）
  - 真・翡翠の雫 緋色の欠片2 ドラマCD 黄泉渡り (KDSD-318)（2009年12月16日発売）
  - オトメイトCD BOOK 蒼黒の楔 緋色の欠片3 外伝（2009年3月19日発売）
  - ヒイロノカケラ 新玉依姫伝承 ドラマCD 【諏訪プロデュース・守護者育成計画】 (KDSD-00342)（2010年3月17日発売）
  - 白華の檻 〜緋色の欠片4〜ドラマCD 二華飾り (KDSD-00594)（2012年11月14日発売）
- サウンドトラック
  - 緋色の欠片シリーズ オリジナルサウンドトラック (KDSD-151)（2007年9月5日発売）
  - 蒼黒の楔 緋色の欠片3 オリジナルサウンドトラック (KDSD-247)（2008年11月26日発売）

### 書籍
- 緋色の欠片 公式ビジュアルファンブック（2006年10月2日発売） ISBN 978-4-7577-2944-5
- 緋色の欠片〜あの空の下で〜 公式ガイドブック（2007年3月7日発売） ISBN 978-4-7577-3402-9
- 緋色の欠片 DS&ポータブル 公式ガイドブック（2009年4月2日発売） ISBN 978-4-7577-4806-4
- 翡翠の雫 緋色の欠片2 公式ビジュアルファンブック（2007年9月28日発売） ISBN 978-4-7577-3786-0
- 蒼黒の楔 緋色の欠片3 公式ビジュアルファンブック（2008年10月2日発売） ISBN 978-4-7577-4506-3
- 白華の檻 〜緋色の欠片4〜 公式ビジュアルファンブック（2012年10月31日発売） ISBN 978-4-04-728470-8
- ヒイロノカケラ 新玉依姫伝承 公式ビジュアルファンブック（2009年12月24日発売） ISBN 978-4-04-726172-3
- 緋色の欠片 ストーリーブック 上巻（2007年3月12日発売） ISBN 978-4-7577-3466-1
- 緋色の欠片 ストーリーブック 下巻（2007年4月11日発売） ISBN 978-4-7577-3534-7
- 翡翠の雫 緋色の欠片2 ストーリーブック（2007年12月22日発売） ISBN 978-4-7577-3958-1
- 緋色の欠片 -壱の章-（2007年8月20日発売） ISBN 978-4-7577-3584-2
- 緋色の欠片 -弐の章-（2007年9月15日発売） ISBN 978-4-7577-3741-9
- 緋色の欠片 -参の章-（2007年11月15日発売） ISBN 978-4-7577-3843-0
- 緋色の欠片 ~あの空の下で~（2012年1月14日発売） ISBN 978-4-04-277800-4
- 緋色の欠片 蒼黒の楔 -壱の章-（2012年11月15日発売） ISBN 978-4-04-728520-0
- 緋色の欠片 蒼黒の楔 -弐の章-（2012年12月15日発売） ISBN 978-4-04-728593-4
- 緋色の欠片 蒼黒の楔 -参の章-（2013年2月15日発売） ISBN 978-4-04-728723-5
- 緋色の欠片 -目覚めの刻-（2008年2月1日発売） ISBN 978-4-7577-4029-7
- 緋色の欠片 ~あの空の下で~（2012年3月31日発売） ISBN 978-4-04-728018-2
- 緋色の欠片 アンソロジー（2012年3月1日発売） ISBN 978-4-04-727896-7
- 緋色の欠片 アンソロジー 弐（2012年10月1日発売） ISBN 978-4-04-278390-9
- カズキヨネ画集 -斬華-（2008年1月26日発売） ISBN 978-4-7577-4049-5
- BAROCCO vol.1（2008年10月28日発売） ISBN 978-4-89199-027-5
- 完全保存版 公式アートブック 緋色の欠片 -伝承絵巻-（2012年1月10日発売） ISBN 978-4-89199-086-2
- 緋色の欠片大全 DVD付き完全絵巻之書（2013年3月28日発売） ISBN 978-4-04-728640-5
- 緋色の欠片 名言集（2012年4月20日発売） ISBN 978-4-89199-092-3

### DVD
- ミュージカル 緋色の欠片 〜運命の守護者〜（2009年3月27日発売）

### ゲーム
- PlayStation Portable用ソフト「B's-LOG パーティー」に本作品のキャラクターが収録されている。
- ソーシャルゲーム「セフィロト〜時の世界樹〜」に本作品のキャラクターカードが参戦している。

### モバイル
- オトメイトモバイルで携帯電話向けにアプリ化された本作を購入でき、その他に一般的なモバイルツール（きせかえやメールをデコレーションする素材など）や、ミニゲーム（flashゲーム）とか[6][7]アドベンチャーノベル[8]、キャラメール[7]が提供されている。
- アニメTVモバイルではアバターアイテムに期間限定で本作の登場キャラクター、鬼崎拓磨､鴉取真弘､狐邑祐一の衣装が登場した[9]。
- ちぷやタウンではアバターに本作の登場キャラクター、鬼崎拓磨、鴉取真弘、狐邑祐一が加わった[10]。